# رولف بلومبرغ
رولف بلومبرغ (بالسويدية: Rolf Blomberg)‏ هو صحفي ومصور وكاتب ومخرج سويدي، ولد في 11 نوفمبر 1912 في داندريد ‏ في السويد، وتوفي في 8 ديسمبر 1996 في كيتو في الإكوادور.

## وصلات خارجية
- رولف بلومبرغ على موقع IMDb (الإنجليزية)
- رولف بلومبرغ على موقع قاعدة بيانات الأفلام السويدية (السويدية)
- رولف بلومبرغ على موقع كينوبويسك (الروسية)